# Nierenschale

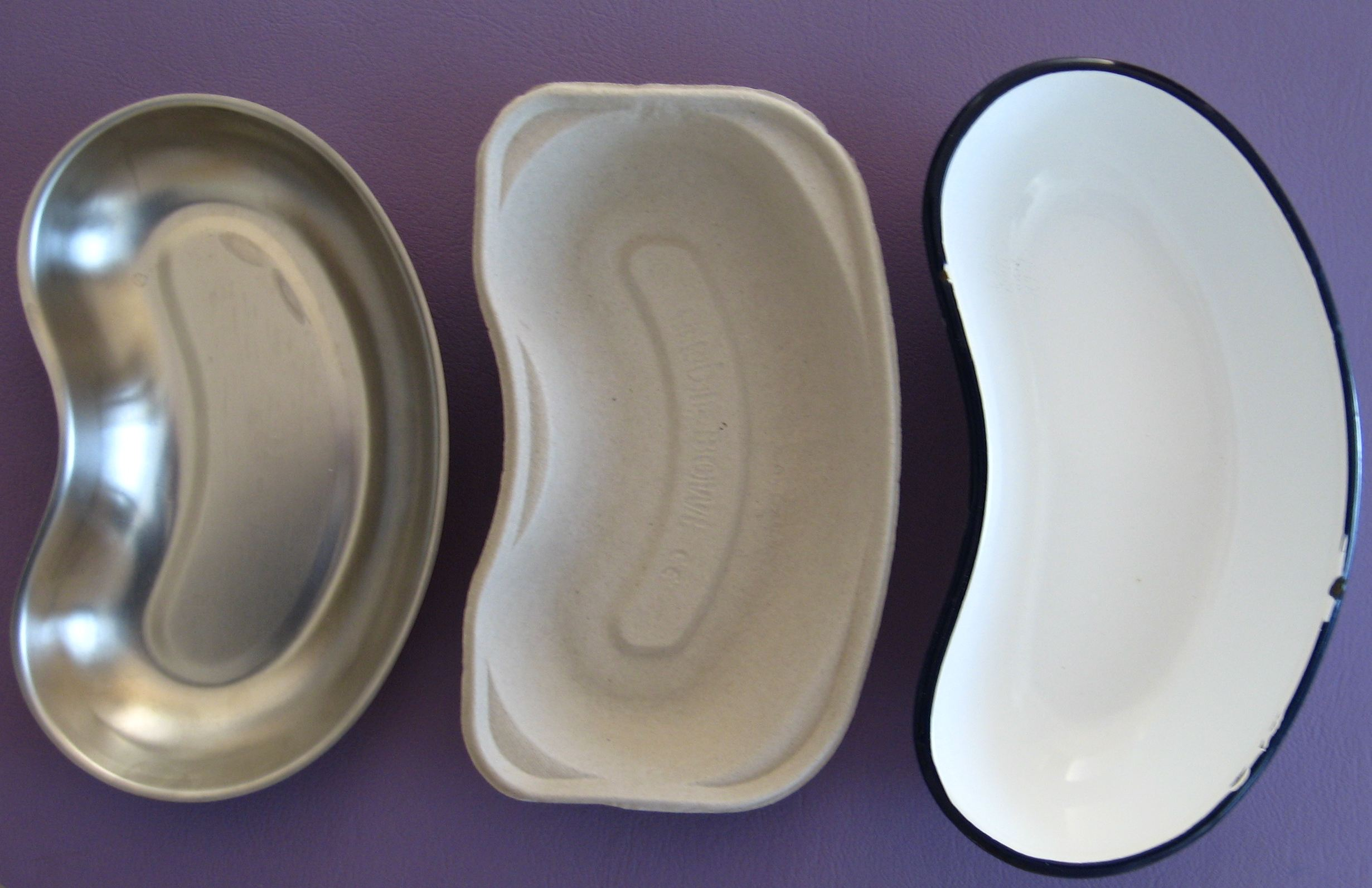
Nierenschalen aus unterschiedlichen Materialien (v. l. n. r.): Rostfreier Stahl, Presspappe, emailliertes Stahlblech

Eine Nierenschale (auch Instrumentenschale) ist ein im Gesundheitswesen verwendetes nierenförmiges Behältnis aus Kunststoff, rostfreiem Stahl oder Presspappe. Kontaminierte Nierenschalen aus Presspappe werden nach einmaliger Verwendung entsorgt. Emailliertes Stahlblech wird eher in Museen als in der Praxis angetroffen, da sich die Glasur leicht abschlägt und somit nicht wieder hygienisch aufbereitet werden kann.
Nierenschalen werden unter anderem in Krankenhäusern, Pflegeeinrichtungen, Rettungsdienst und Krankentransport zum Beispiel zum Auffangen von Flüssigkeiten eines Patienten genutzt. Die konvex-konkave und gebogene Form der Nierenschale ermöglicht auf handliche Weise das andichtende Heranführen an verschiedene Körperstellen des Patienten.
Die Nierenschale wird vor allem in der Pflege, für eine Vielzahl an Pflegeinterventionen genutzt, z. B. bei der Ganzkörperpflege, Augenpflege oder Mundpflege. Auch zum Ablegen benutzter Instrumente oder operativ entfernter Gewebeteile werden Nierenschalen eingesetzt.
Typische Maße von Nierenschalen: Länge 240–280 mm, Höhe 40–50 mm und Nennvolumen 700–1600 ml. Häufig haben Schalen eine bogenförmige Einziehung des Bodens, um die Schale zu versteifen, einen Stehrand zu erzeugen und zugleich eine Griffkante.